# Coryanthes pegiae
Coryanthes pegiae är en orkidéart som beskrevs av Gustavo Adolfo Romero. Coryanthes pegiae ingår i släktet Coryanthes, och familjen orkidéer. Inga underarter finns listade i Catalogue of Life.